# Nishada tula
Nishada tula là một loài bướm đêm thuộc phân họ Arctiinae, họ Erebidae.